# Hoàng Oanh
Huỳnh Kim Chi (sinh ngày 6 tháng 11 năm 1946), thường được biết đến với nghệ danh Hoàng Oanh, là một nữ ca sĩ người Việt Nam nổi tiếng qua các ca khúc thuộc dòng nhạc tiền chiến và nhạc vàng, nằm trong trào lưu Tân nhạc Việt Nam. Ngoài ca hát, bà còn được biết đến với vai trò là một nghệ sĩ ngâm thơ.
Hoàng Oanh có xuất phát điểm là một cô bé hát cho các ban thiếu nhi trên đài phát thanh như ban Tuổi Xanh của Kiều Hạnh, ban Việt Nhi của Nguyễn Đức, sau đó bà trở thành nghệ sĩ ngâm thơ cho các ban trên đài phát thanh cùng với Hồ Điệp, Tô Kiều Ngân. Đến đầu thập niên 1960, bà bắt đầu chuyển sang hát tân nhạc cho các hãng băng dĩa như Dĩa Hát Việt Nam, Sóng Nhạc, Continental, với các bài hát như "Nếu một mai anh biệt kinh kỳ", "Ai ra xứ Huế", "Về đâu mái tóc người thương". Vì vậy, bà thường có thói quen ngâm thơ trước khi vào bản nhạc và ảnh hưởng đến các bài hát và các ca sĩ sau này. Với giọng ca của mình, bà có nhiều người mến mộ, được khán giả ưu ái đặt biệt danh "Chim vàng Mỹ Tho".
Sau năm 1975, Hoàng Oanh sang Hoa Kỳ định cư. Tại đây, bà mở trung tâm chuyên sản xuất CD, băng cassette và băng VHS phát hành nhạc. Bà còn là một ca sĩ chủ lực cho trung tâm Asia và trung tâm Thúy Nga. Thỉnh thoảng, bà cũng trình diễn nhạc cổ truyền tại hải ngoại.

## Cuộc đời và sự nghiệp

### Thời niên thiếu
Hoàng Oanh tên thật là Huỳnh Kim Chi, sinh ngày 6 tháng 11 năm 1946 tại Mỹ Tho trong một gia đình có sáu anh chị em và lớn lên tại Sài Gòn. Vì có cha là một tài tử, biết đàn hát có tiếng trong vùng, nên từ khi 4–5 tuổi bà đã được dạy hát những ca khúc thiếu nhi. Bà còn tham gia cuộc thi tuyển lựa ca sĩ của Đài phát thanh Pháp Á vào năm 1951 và đoạt được giải nhất. Từ đây, bà đã hát cho ban Nhi Đồng của đài này. Đến năm 8 tuổi, Hoàng Oanh lần đầu tiên trình diễn trên sân khấu của Trường Võ khoa Thủ Đức với bản nhạc "Có một đàn chim" của Phan Huỳnh Điểu và "Hương lúa miền Nam" của Phó Quốc Lân.
Năm 11 tuổi, Hoàng Oanh theo học tại Trường Nữ Trung học Gia Long. Từ thời gian này, bà bắt đầu hoạt động nghệ thuật sôi nổi. Bà hát cho các ban Tuổi Xanh của Kiều Hạnh, ban Việt Nhi của Nguyễn Đức, ban Thiếu Nhi của Đài Phát thanh Quân đội do nhạc sĩ Lê Đô đảm trách. Khi ấy, bà thường song ca cùng Tuấn Ngọc nhiều ca khúc, đơn cử như bài "Thuyền trăng" của Nhật Bằng, phổ từ thơ Thanh Nam. Ban đầu, bà lấy tên thật của mình để đi hát. Vì trùng với một nữ ca sĩ tên Kim Chi khác, bà đã được cha đổi nghệ danh thành Hoàng Oanh, dựa theo lời ca khúc "Bản đàn xuân" của Lê Thương.
Thời gian này, bà bắt đầu ngâm thơ trong chương trình Tao Đàn của Đài Phát thanh Sài Gòn. Bà cũng ngâm thơ cho một số dĩa của hãng Sóng Nhạc, như bài thơ "Đẹp Hậu Giang" của Kiên Giang, đệm thơ cho bài "Hòn vọng phu" của Lê Thương, "Ngậm ngùi" của Phạm Duy.

### Khởi đầu sự nghiệp
Những năm đầu thập niên 1960, Hoàng Oanh bắt đầu chuyển sang hát tân nhạc cho các hãng dĩa, như Dĩa Hát Việt Nam, Continental, Sóng Nhạc và cho các ban nhạc trên đài phát thanh. Những bài hát đầu tiên mà bà thâu dĩa như "Nếu một mai anh biệt kinh kỳ", "Ai ra xứ Huế" đã được nhiều người biết đến. Nhiều bản nhạc được bà trình bày thành công, trong đó thành công nhất lúc này có lẽ là bản "Chuyện tình Lan và Điệp (ca khúc 1)" của Mạc Phong Linh và Mai Thiết Lĩnh, song ca với Nhật Trường vào dĩa Sóng Nhạc.
Song song với việc đi hát, bà vẫn tiếp tục học hành. Khi tốt nghiệp Tú tài, bà theo học tại Trường Đại học Văn khoa Sài Gòn và tốt nghiệp với bằng Cử nhân. Tuy nhiên, thay vì làm nghề dạy học, bà vẫn tiếp tục đi hát. Bà hát cho các ban trên Đài Phát thanh Quốc gia và Đài Phát thanh Quân đội, các ban Tiếng Tơ Đồng của Hoàng Trọng, Tiếng Hát Đôi Mươi của Trần Thiện Thanh, Tiếng Thùy Dương của Châu Kỳ. Ngoài vai trò là một ca sĩ tân nhạc, bà vẫn tiếp tục ngâm thơ cho các chương trình Tao Đàn, Thi Nhạc Giao Duyên, Tiếng Thơ, Ly Tao, cùng với Hồ Điệp, Tô Kiều Ngân và Giáng Hương. Bên cạnh đó, bà còn hát cho các băng nhạc như Shotguns của Ngọc Chánh, Trường Sơn của ca nhạc sĩ Duy Khánh...
Bà không bao giờ hát tại phòng trà, vũ trường và chỉ thỉnh thoảng xuất hiện trên các sân khấu đại nhạc hội lớn. Nguyên nhân là vì thời niên thiếu, bà sống với người cậu rất khó tính, không cho phép bà làm điều đó, và hơn nữa bà cảm thấy không khí trong phòng trà không phù hợp với mình.
Cho đến trước năm 1975, bà là một trong những ca sĩ có số lượng băng dĩa được thu nhiều nhất, với tổng số lên đến 200 dĩa hát. Trong đó, có nhiều bản thu của bà đã được nhiều người biết đến và khen ngợi, như "Chuyến đò vĩ tuyến" của Lam Phương, "Về đâu mái tóc người thương" của Hoài Linh, "Một người đi" của Mai Châu, "Mong chờ" của Xuân Tiên, "Mùa thi" của Đỗ Kim Bảng, "Hè về" của Hùng Lân, và những ca khúc nhạc vàng có nội dung ca ngợi người lính.

### Tại hải ngoại
Sau sự kiện 30 tháng 4 năm 1975, bà cùng gia đình di tản sang Hoa Kỳ. Việc này đã làm mất hết các phần thu thanh và trình diễn của Hoàng Oanh trên các đài phát thanh và truyền hình. Khi ra đi, bà chỉ kịp mang theo một ít tư liệu đến Hoa Kỳ, về sau chúng đã được biên tập lại thành các CD Souvenir kỷ niệm. Thời gian đầu, Hoàng Oanh định cư tại bang New Jersey. Đến năm 1990, bà chuyển về bang California sinh sống cho đến nay.
Từ năm 1980, bà bắt đầu đi biểu diễn trở lại. Khi sang hải ngoại, bà được biết đến là một trong những nghệ sĩ vẫn còn bền bỉ hoạt động nghệ thuật, với dòng nhạc sở trường của mình và những ca khúc có nội dung kể về những chuyến tị nạn sau năm 1975. Ngoài ra, bà cũng thường xuyên đi lưu diễn khắp nơi kể từ năm 1980. Bà mở trung tâm ca nhạc mang tên mình, sản xuất các băng cassette, CD và băng VHS tại hải ngoại. Bên cạnh đó, bà cũng dành mối quan tâm đặc biệt cho dân ca Việt Nam và nhạc cổ truyền. Điển hình, trong một số dịp, bà đã trình diễn một số bản dân ca Việt Nam, ví như một lần tại Indonesia vào năm 1990 và tại Hoa Kỳ vào năm 1981, dưới sự hướng dẫn của giáo sư Nguyễn Ngọc Bích. Ngoài ra, bà còn cho ra mắt CD "HOCD 08: Dân ca cổ truyền Nam Trung Bắc". Từ năm 1996 đến nay, Hoàng Oanh nhiều lần trình diễn trên sân khấu của các chương trình trung tâm Asia và Paris by Night của trung tâm Thúy Nga, và thỉnh thoảng có đi hát cho những chương trình từ thiện tại hải ngoại.
Cho đến hiện nay, bà là một trong số ít những ca sĩ không về Việt Nam biểu diễn.

## Đời tư
Năm 1972, sau chín năm quen biết, bà lập gia đình với Mã Gia Minh, một dược sĩ và cũng là một nhạc sĩ với bút hiệu Mai Châu, tác giả ca khúc "Một người đi".
Hoàng Oanh vốn theo đạo Công giáo. Tuy nhiên, trước năm 1975, bà đã cùng với một số ca sĩ khác như Hùng Cường, Thanh Tuyền góp giọng trong băng Gia Bảo, ngâm Sấm giảng của Phật giáo Hòa Hảo. Mặc dù có danh tiếng từ rất sớm, Hoàng Oanh lại là một người nhút nhát và ngại tiếp xúc với báo chí. Bà cũng là một trong số ít ca sĩ có bằng Cử nhân thời bấy giờ. Các đồng nghiệp của Hoàng Oanh nhận xét rằng bà sống rất chan hòa và thân thiện. Khi nói chuyện, bà thường có thói quen "dạ thưa" ngay cả khi người đối diện nhỏ tuổi hơn mình.

## Phong cách nghệ thuật

### Ảnh hưởng
Vốn yêu thích thơ ca, nên ngay từ nhỏ, bà đã sở hữu một kho tàng rộng lớn về ca dao, dân ca nhằm phát triển kỹ năng ngâm thơ của mình. Theo tạp chí Trẻ, giọng ngâm thơ và cách luyến láy của Hoàng Oanh có ảnh hưởng từ nghệ sĩ Hồ Điệp. Vốn dĩ bà học tốt môn chính tả, nên có lẽ khi hát, bà phát âm đúng giọng miền Bắc mặc dù bà là người miền Nam. Vì bà hát được dân ca của cả ba miền, nên giọng ngâm thơ của bà đều có âm hưởng của ba miền Bắc, Trung, Nam. Cũng chính vì vậy, bà có thói quen ngâm thơ trước khi hát và đã trở thành một nét đặc trưng riêng trong sự nghiệp.

### Giọng hát
Hoàng Oanh được đánh giá là một giọng hát đa diện. Với chất giọng nữ trung ngọt và sâu lắng, bà có khả năng trình diễn tất cả các loại nhạc cũng như lối ngâm, chẳng hạn như nhạc tiền chiến, nhạc vàng, dân ca, những ca khúc có âm hưởng dân ca và những ca khúc có âm điệu xứ Huế. Ngoài ra, bà còn hát thể loại truyện ca, như "Trầu cau" của Phan Huỳnh Điểu. Bên cạnh đó, bà cũng được biết đến là một ca sĩ chuyên hát Thánh ca ở Việt Nam.
Trong tạp chí Bách Khoa của Nguyễn Ngu Í, tiếng hát của bà được nhận xét mạnh, lao vút tới và ấm, như tiếng hát của chim cưỡng. Về ngâm thơ, bà được nhận xét có giọng ngâm truyền cảm, hiền hòa, nồng nàn và nức nở nhất, được nhiều khán giả mến mộ. Theo một bài đăng trên báo Thanh Niên, Hoàng Oanh có giọng ngâm được xem là "như sương như khói". Quyển Republican Vietnam, 1963–1975 cho biết, khi nữ ca sĩ hát ca khúc "Chiều Tây Đô" của Lam Phương, nhiều người Việt tại hải ngoại tin rằng hình ảnh của bà đã gắn liền với nỗi nhớ quê hương từ vẻ bề ngoài cho đến tâm hồn. Trong một tạp chí văn học, nhạc sĩ Lê Thương từng nhận xét: "Dễ thương nhất có tiếng ngâm vượt núi của Hoàng Oanh, nõn nà, cao vút đến mây xanh, nghe mát mẻ như gió chiều hồ Lăng Bạc. Giọng hát Hoàng Oanh dìu dặt dâng lên nỗi niềm, vun vút lao về phủ nặng tâm tư, rồi êm ả quyện hương vị ngọt ngào của vườn cây trái bát ngát lúa đồng, ve vuốt từng ngọn cỏ mềm khắp nơi hoang dã, hun hút trong thâm u..." Với giọng hát của mình, bà đã được khán giả yêu mến và đặt cho biệt danh "Chim vàng Mỹ Tho".

## Di sản
Năm 1964, trong khi đang tập hát với ban nhạc của nhà soạn nhạc Nghiêm Phú Phi, nhà văn Lê Thanh Thái đã chụp vài tấm hình tặng nữ ca sĩ kèm theo bài thơ: "Vượt núi tiếng hò ra xứ Huế/Oanh vàng dìu dặt gợn dòng Hương". Đài Á Châu Tự Do có một bài báo trích dẫn lời của Phạm Khanh với tựa đề "Hoàng Oanh, tiếng hát của giòng thơ nhạc giao duyên". Tại đây, tác giả đánh giá về bà: "Một cuộc đời nghệ sĩ không sóng gió, Hoàng Oanh đi hát, đi học, sống êm đềm trong hạnh phúc gia đình, trong tình bằng hữu, và trong cảm tình nồng hậu của thính giả... Hoàng Oanh như một sứ giả của mối tình 'thi nhạc giao duyên', như một hình ảnh đẹp của nghệ sĩ, một đóa hoa muôn màu chan chứa tình tự quê hương dân tộc".
Nhân cách của Hoàng Oanh cũng nhận được những lời ngợi khen. Nhạc sĩ Nguyễn Ánh 9 có lần nhận xét: "Hoàng Oanh thật là một con người trung hậu, nghĩa là cô nghĩ đến mình và cả đến người khác. Thêm một yếu tố quan trọng nữa là những cuộn băng, những đĩa hát, những CD, một khi cô đã phát hành cô đều lưu giữ lại và gìn giữ cẩn thận như đó là những đứa con tinh thần của cô". Nhà văn Hồ Trường An thì viết: "Trong hàng ngũ các nữ ca sĩ nổi tiếng xa xưa thì Thanh Thúy, Lệ Thanh và Hoàng Oanh là nhu mì, khiêm tốn, ngoan hiền".

## Đĩa nhạc
Cho đến trước năm 1975, bà đã có hơn 200 băng đĩa được thu thanh.
- Sóng Nhạc S. N. 751/2099 (1965)
- Hoàng Oanh CD004: Sao chưa thấy hồi âm (1989)
- Hoàng Oanh CD008: Dân ca cổ truyền Nam – Trung – Bắc (1993)
- Asia CD 318: The Best of Hoàng Oanh – Chuyến đò vĩ tuyến (2012)
- TNCD515: Hoàng Oanh Collection – Sao chưa thấy hồi âm (2013)
- Asia CD 394: The Best of Hoàng Oanh – Chuyến đò vĩ tuyến 2 (2018)